# Kiniatiliops nigrapex
Kiniatiliops nigrapex är en tvåvingeart som först beskrevs av Louis-Paul Mesnil 1952.  Kiniatiliops nigrapex ingår i släktet Kiniatiliops och familjen parasitflugor. Inga underarter finns listade i Catalogue of Life.